# Ganoderma
Ganoderma é um gênero de fungos poliporos da família Ganodermataceae que inclui cerca de 80 espécies, muitas de regiões tropicais. Devido a sua diversidade genética, usos na medicina tradicional asiática, e potencial como biorremediador, são um gênero importante economicamente. Ganoderma pode ser diferenciado de outros poliporos por seubasidiósporo com duas camadas. São às vezes chamados de orelhas de pau.

## Etimologia
O nome Ganoderma  derivado do grego ganos/γανος "brilho", hence "shining" e derma/δερμα "pele".

## História
O gênero Ganoderma foi criado como categoria em 1881 por Karsten e incluía apenas uma espécie, Ganoderma lucidum (Curtis) Karst. Anteriormente, este taxon era caracterizado como Boletus lucidus Curtis (1781) e depois, Polyporus lucidus (Curtis) Fr. (1821) (Karsten 1881). A espécie P. lucidus era caracterizada por um píleo e estipe brilhante, e essa era uma característica que Murrill suspeitava era a razão para a divisão de Karsten, porque apenas uma espécie estava incluída, G. lucidum . Patouillard revisou o gênero Ganoderma para incluir todas espécies com esporos pigmentados, tubos aderentes e píleo brilhante, o que resultou em um total de 48 espécies classificadas sob o gênero Ganoderma na sua monografia em 1889 . Até que Murrill investigou Ganoderma na América do Norte em 1902, o trabalho anterior focou-se somente em espécies européias, incluindo, por exemplo, Ganoderma lucidum, Ganoderma resinaceum Boud. (1890) e Ganoderma valesiacum Boud. (1895).

## Descrição
Ganoderma são caracterizados por basidiocarpos grandes, perenes e lenhosos. São lignolíticos e semelhantes a couro com ou sem uma haste. Os corpos de frutificação crescem tipicamente em forma de leque ou casco nos troncos das árvores, vivas ou mortas. Eles têm esporos truncados de parede dupla com camadas internas ornamentadas que variam do amarelo ao marrom.

## Filogenia
O gênero foi nomeado por Karsten em 1881. Os membros da família Ganodermataceae eram tradicionalmente considerados difíceis de classificar devido à falta de características morfológicas confiáveis, à superabundância de sinônimos e ao uso indevido generalizado de nomes. Até recentemente, o gênero era dividido em duas seções - Ganoderma, com uma superfície de tampa brilhante (como Ganoderma lucidum ), e Elfvingia, com uma superfície de tampa opaca (como Ganoderma applanatum ).
A análise filogenética usando informações de sequência de DNA ajudou a esclarecer nossa compreensão das relações entre as espécies de Ganoderma . O gênero agora pode ser dividido em seis grupos monofiléticos : 
- Grupo G. colossum
- Grupo G. applanatum
- Grupo G. tsugae
- Grupo asiático G. lucidum
- Grupo G. meredithiae
- Grupo G. resinaceum

Com o surgimento das filogenias moleculares no final do século XX, hipoteses foram testadas para determinar a variabilidade de nuances morfolgicas do gênero. Em 1995, Moncalvo et al construiu uma filogenia do rDNA, que era o locus universalmente aceito na época, e encontrou cinco principais clados das espécies de laccate entre os 29 isolados testados. Verificou-se que G. lucidum não era uma espécie monofilética, e mais trabalhos precisavam ser feitos para esclarecer esse problema taxonômico. Eles também descobriram que G. resinaceum da Europa e o norte-americano ' G. lucdium ', que Adaskaveg e Gilbertson consideraram biologicamente compatíveis in vitro, não se agruparam. Moncalvo et al. rejeitou complexos de espécies biológicas como a uma única ferramenta para distinguir um táxon e sugerir o uso de uma combinação entre conceitos de espécies biológicas e filogenéticas para definir taxa únicos de Ganoderma .
Em 1905, o micologista americano William Murrill delineou o gênero Tomophagus para acomodar a única espécie G. colossus (então conhecida como Polyporus colossus ) que possuía características morfológicas distintas que não se encaixavam nas outras espécies. Historicamente, no entanto, Tomophagus tem sido geralmente considerado como sinônimo de Ganoderma . Quase um século depois, as análises filogenéticas justificaram a colocação original de Murrill, pois mostrou ser um gênero apropriado taxonomicamente distinto.

## Significado

### Doenças agrícolas
Algumas espécies de Ganoderma podem causar grandes perdas de colheitas a longo prazo, especialmente em árvores:
- G. orbiforme (= G. boninense), G. zonatum e G. miniatocinctum são responsáveis pela doença da podridão basal do caule em plantações asiáticas de dendê .[13]
- G. philippii e G. pseudoferreum são responsáveis pela podridão das raízes de cacau, cafeeiros, seringueiras e camélias .

### Indústria
Ganoderma so fungos saprófitas, de distribuição cosmopolita. Eles podem crescer tanto em coníferas quanto em madeira de lei. São fungos da podridão branca, com enzimas que os permitem decompor lignina e celulose. Há inúmera pesquisas acerca do potencial decompositor de madeira das espécies de Ganoderma para aplicações industriais, como biopolpagem e biorremediação.

### Fitoquímica

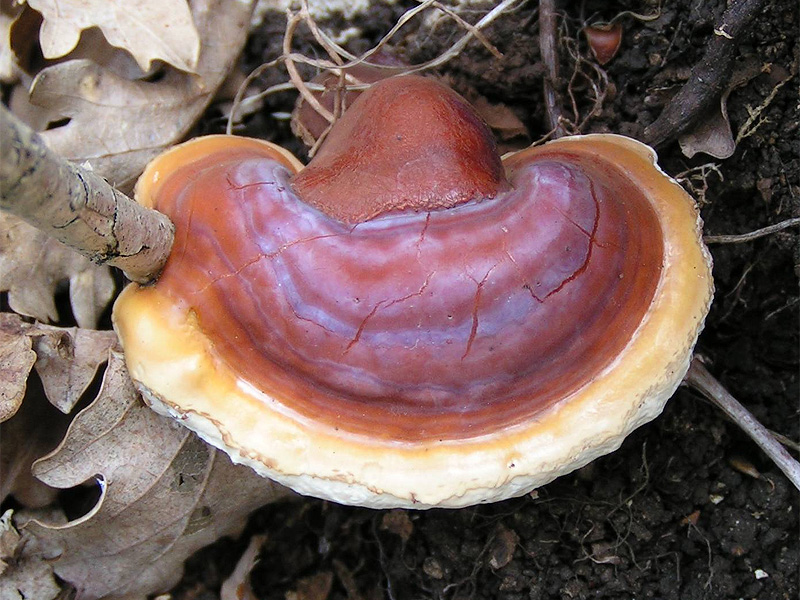
Ganoderma lucidum

Durante séculos, as espécies de Ganoderma foram usadas na medicina tradicional em muitas partes da Ásia. Essas espécies são frequentemente rotuladas como ' G. lucidum ', embora testes genéticos tenham demonstrado que são múltiplas espécies como G. lingzhi, G. multipileum e G. sichuanense . Várias espécies de Ganoderma contêm diversos fitoquímicos com propriedades indefinidas in vivo, como triterpenóides e polissacarídeos, uma área de investigação em pesquisa básica .
Embora várias espécies de Ganoderma sejam usadas na medicina popular por supostos benefícios e tenham sido investigadas por seus possíveis efeitos em seres humanos, não há evidências de pesquisas clínicas de alta qualidade de que os fitoquímicos de Ganoderma tenham algum efeito em seres humanos, como na pesquisa de câncer .

## Espécies notáveis
- Ganoderma applanatum - Também conhecido como conk do artista . Uma infestação dessa espécie foi o principal fator na perda da árvore de Anne Frank .[21]
- Ganoderma lucidum - também conhecido como reishi ou lingzhi .
- Ganoderma multipileum
- Ganoderma tsugae - espécie que cresce em coníferas, especialmente cicuta, dando-lhe o nome comum de prateleira de verniz . De aparência semelhante ao Ganoderma lucidum, que normalmente cresce em madeiras duras .[22]